# Moulin Deborre
De Moulin Deborre (ook: Moulin d'Amont de Wonck (=molen stroompowaarts van Wonck) of Moulin Boveroux) is een watermolen op de Jeker te Wonck, gelegen aan Rue des Platanes 11.
Deze onderslagmolen fungeerde als korenmolen. Ze werd gebouwd in 1716. Het molengebouw bestaat uit natuur- en baksteen en staat dwars op de Jeker. Het metalen onderslagrad en de wateras hebben herstellingen ondergaan. De gietijzeren overbrenging en de maalinrichting, met twee steenkoppels en een haverpletter, zijn nog aanwezig.